# Гутиська (притока Усті)
Гути́ська — річка в Україні, в межах  Шепетівського району Хмельницької області. Ліва притока річки Усті (басейн Дніпра).

## Географія
Довжина 13 км. Площа водозбірного басейну 48 км². Похил річки 0,8 м/км. Швидкість течії 0,2 м/с. Долина рівнинна, завширшки 0,1—0,5 км, у середній частині та в пониззі збудована меліоративна система. Річище звивисте у верхів'ї, у середній частині і пониззі випрямлене, завширшки до 1,5 м, завглибшки 0,3—0,7 м. Використовується на технічне, сільськогосподарське та побутове водопостачання. 
Бере початок з джерел поблизу села Шекеринці (координати — 50°08′43″ пн. ш. 26°28′20″ сх. д. / 50.145266° пн. ш. 26.472088° сх. д.). Тече на північний захід, впадає в річку Устю (координати — 50°13′17″ пн. ш. 26°28′37″ сх. д. / 50.221366° пн. ш. 26.477040° сх. д.) біля села Сивір.

### Живлення
Живлення переважно снігове і дощове, частково джерельне. Льодостав з середини грудня до початку березня. Збудована меліоративна система «Устя». Має 6 приток, загальною довжиною — 16 км. У верхній частині русла збудовано кілька штучних водоймищ (ставків). 

### Населені пункти
На річці розташовані села: Шекеринці, Стара Гутиська, Нова Гутиська, Мала Радогощ, Велика Радогощ, Сивір.